# Evento Miyake
Um evento Miyake é um aumento acentuado na produção de isótopos cosmogênicos por raios cósmicos. Pode ser identificado por um aumento na concentração do isótopo radioativo de carbono-14 em anéis de árvores, e de berílio-10 e cloro-36 em núcleos de gelo, todos datados de forma independente. Atualmente, cinco eventos são conhecidos (7176 AEC, 5259 AEC, 660 AEC, 774 EC, 993 EC) e quatro (12.350 AEC, 5410 AEC, 1052 EC, 1279 EC) precisam de confirmação independente. Estes dados mostram que os eventos de Miyake são raros, ocorrendo aproximadamente uma vez a cada 1–2 milênios.

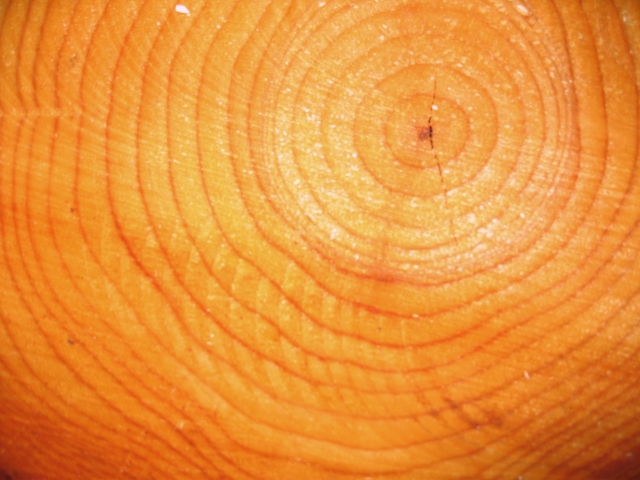
Aneis de crescimento em árvore do Parque Nacional Pacific Spirit, em Vancouver

Há evidências de que os eventos Miyake são devidos a extremos eventos de partículas solares. Eles estão provavelmente relacionados a supererupções descobertas em estrelas semelhantes ao Sol. Alguns eventos, aparentemente, podem ter durado mais de um ano; e ainda podem ser consistentes com uma origem solar ou podem ser indicativos de outros cenários.
O maior evento Miyake descoberto ocorreu em 12.350 ou 12.349 a.C., de acordo com a análise de anéis de árvores antigas encontrados nos Alpes franceses. Para este estudo, uma equipe internacional de pesquisadores mediu os níveis de radiocarbono em árvores antigas nas margens erodidas do rio Drouzet, perto de Gap, na França, ao sul dos Alpes franceses. Esta tempestade recém-identificada de 14.300 anos tem aproximadamente o dobro do tamanho do aumento de Δ carbono-14 para os eventos mais recentes de 774 CE e 993 CE, mas a força da tempestade solar correspondente ainda não foi avaliada.
Um evento Miyake que ocorra em condições modernas pode ter impactos significativos na infraestrutura tecnológica global, como satélites, telecomunicações e redes elétricas.

## Descoberta
Os eventos têm o nome da física japonesa Fusa Miyake que, ainda estudante de doutorado, foi a primeira a identificar esses picos de radiocarbono e publicou os resultados com coautores em 2012 na revista Nature. A pesquisa encontrou um forte aumento de carbono14 nos anéis anuais dos cedros japoneses nos anos 774-775. O evento 775 foi descoberto de forma independente, usando dados IntCal de baixa resolução. Em 2013, Miyake e coautores publicaram a descoberta de outro pico de radiocarbono semelhante nos anos 993/994. Em dezembro de 2013, Miyake recebeu seu título de Doutora em Ciências pela Universidade de Nagoya.

## Referência temporal
Depois que um evento Miyake é bem estudado e confirmado, ele pode servir como referência temporal, um "selo anual", permitindo uma datação mais precisa de eventos históricos inmportantes. Seis ocorrências históricas diversas, desde sítios arqueológicos a desastres naturais, foram assim datadas para um ano específico, usando eventos de Miyake como referência e contando anéis de árvores. As casas de madeira no sítio Viking em L'Anse aux Meadows, em Newfoundland, foram datadas pela descoberta do evento Miyake de 993 EC e depois pela contagem de anéis de árvores, o que mostrou que a madeira provém de uma árvore derrubada em 1021 EC.